# Simón Enrique Adolfo de Lippe-Detmold
El Conde Simón Enrique Adolfo de Lippe-Detmold (25 de enero de 1694 - 12 de octubre de 1734) fue un gobernante del condado de Lippe.

## Biografía
Era el hijo del Conde Federico Adolfo de Lippe-Detmold y su esposa Juana Isabel de Nassau-Dillenburg. Sus cinco hermanos murieron todos jóvenes, y de sus siete hermanastros, solo cuatro hermanas alcanzaron la edad adulta:
- Amalia Luisa (1701-1751), soltera
- Isabel Carlota (1702-1754), abadesa de la Abadía de Cappel en Lippstadt y de la Abadía de Santa María en Lemgo
- Francisca Carlota (1704-1738), desposó al Conde Federico Carlos de Bentheim-Steinfurt
- Federica Adolfina (1711-1769), desposó al Conde Federico Alejandro de Detmold.

Su Grand Tour, bajo la supervisión de Lord Chamberlain, en 1710 lo llevó a la Universidad de Utrecht y a las Cortes de Inglaterra y Francia. Durante la Guerra austro-turca de 1716-1718, tomó parte en la campaña del Príncipe Eugenio de Saboya en Hungría y Belgrado, y posteriormente retornó a Detmold vía Viena, donde asumió el gobierno en 1718.
Simón Enrique Adolfo es famoso por el hecho de que en 1720 el emperador Carlos VI ofreció ascenderle a Príncipe Imperial por unos meros 4400 táleros, pero Simón Enrique Adolfo se encontró a sí mismo incapaz de reunir esa cantidad. Una escasez crónica de dinero le obligó a vender los señoríos holandeses de Vianen y Ameide en 1725, y empeñar el Castillo de Sternberg al Electorado de Brunswick-Luneburgo en 1733.
Los historiadores juzgan que amaba la pompa y las circunstancias tanto como lo hacía su padre. Aunque siempre estaba en dificultades financieras, gastaba cuantiosas cantidades en fiestas como si tuviera una fuente de dinero inagotable. Sin embargo, el alcalde de Lippstadt, Möller, expresó una opinión bastante diferente en 1784, alabando a Simón Enrique Adolfo por mejorar la economía del principado y erradicar la elevada deuda, parte de la cual fue provocada por la Guerra de los Treinta Años, parte por su generosidad caritativa, y parte por su interés en proporcionar una cuidadosa y adecuada educación a todas las ramas de su familia, que no alcanzó mediante la elevación de impuestos y opresión de sus súbditos, sino por el préstamo y venta de sus posesiones holandesas en 1725, e hipotecando Sternberg en 1733. Según Möller, Simón Enrique Adolfo trajo el equilibrio a las finanzas del Estado con sus políticas frugales, y puso extraordinario cuidado en asegurar el bienestar de su país, promovió la religión, la moralidad, la justicia y la prosperidad para todos sus súbditos.

## Matrimonio e hijos
El 16 de octubre de 1719 Simón Enrique Adolfo contrajo matrimonio con Juana Guillermina, hija del Príncipe Jorge Augusto de Nassau-Idstein. De sus once hijos, cuatro murieron en la infancia y tres hijas permanecieron solteras:
- Carlos Augusto (3 de noviembre de 1723, Detmold - 16 de febrero de 1724, Detmold)
- Carlos Federico Simón (31 de marzo de 1726, Detmold - 18 de febrero de 1727, Detmold)
- Simón Augusto, Conde de Lippe-Detmold (12 de junio de 1727, Detmold - 1 de mayo de 1782, Detmold)
- Federico Adolfo (30 de agosto de 1728, Detmold - 8 de agosto de 1729, Detmold)
- Luis Enrique Adolfo (7 de marzo de 1732, Detmold - 31 de agosto de 1800, Lemgo)
  - desposó por primera vez en 1767 a Ana de Hesse-Philippsthal-Barchfeld (14 de diciembre de 1735 - 7 de enero de 1785), hija del Landgrave Guillermo de Hesse-Philippsthal-Barchfeld
  - desposó en segundas nupcias en 1786 a Luisa de Isenburg-Büdingen-Birstein (10 de diciembre de 1764 - 24 de septiembre de 1844)
- Emilio Jorge (12 de marzo de 1733, Detmold - 8 de julio de 1733, Detmold)
- Augusto Guillermo Ernesto Alberto (11 de enero de 1735, Detmold - 23 de enero de 1791, Brake)
  - desposó en 1773 a la Condesa Guillermina de Trotha (14 de febrero de 1740 - 26 de febrero de 1793)
- Isabel Enriqueta Amalia (10 de febrero de 1721, Detmold - 19 de enero de 1793, Brake), abadesa de la Abadía de Cappel en Lippstadt y la Abadía de Santa María en Lemgo, 1751
- Luisa Federica (3 de octubre de 1722, Detmold - 3 de noviembre de 1777, Brake)
- Enriqueta Augusta (26 de marzo de 1725, Detmold - 5 de agosto de 1777, Norburg)
  - desposó el 19 de junio de 1745 al Duque Federico de Schleswig-Holstein-Glücksburg (1 de abril de 1701 - 27 de noviembre de 1766)
- Carlota Clementin, abadesa (11 de noviembre de 1730, Detmold - 18 de mayo de 1804, Castillo de Brake)